# Carles Puyol
Pour les articles homonymes, voir Puyol (homonymie).
Puyol  Saforcada est un nom espagnol. Le premier nom de famille, en général paternel, est Puyol ; le second, en général maternel, souvent omis, est Saforcada.
Carlos Puyol i Saforcada, né le 13 avril 1978 à La Pobla de Segur (Catalogne, Espagne), est un footballeur international espagnol. Il évolue au poste de défenseur central de la fin des années 1990 jusqu'à 2014. Il est reconnu comme un des meilleurs joueurs à son poste des années 2000 et l'un des joueurs les plus fair-play de l'histoire. Il a mis fin à sa carrière en 2014.
Carles Puyol fait ses premiers pas en première division espagnole avec l'équipe première du FC Barcelone, le 2 octobre 1999. En quinze ans de présence au sein du club dont dix comme capitaine, Puyol remporte entre autres cinq Ligas, trois Ligues des champions et deux Coupes du monde des clubs. Il fait notamment partie de l'équipe qui remporte un sextuplé inédit en 2008-2009. Au moment d'arrêter sa carrière en juin 2014 à cause de blessures récurrentes, Puyol est le troisième joueur ayant disputé le plus de matchs sous le maillot du Barça derrière ses amis Xavi et Lionel Messi.
Puyol fait ses débuts avec l'équipe d'Espagne le 15 novembre 2000, quelques mois après avoir perdu la finale des JO de Sydney. Après plusieurs places d'honneur, il remporte le Championnat d'Europe des Nations 2008 et la Coupe du monde 2010. En 2012, une blessure l'empêche de prendre part au sacre de la Roja à l'Euro 2012. Puyol prend sa retraite internationale en 2013 après avoir atteint les cent sélections durant lesquelles il inscrit trois buts.
En septembre 2014, Carles Puyol devient l'adjoint d'Andoni Zubizarreta à la direction sportive du FC Barcelone. Il tient ce poste jusqu'en janvier 2015, lorsqu'il démissionne après le licenciement de Zubizarreta.

## Biographie

### Au FC Barcelone (1995-2014)

#### Arrivée à la Masia (1993-1999)

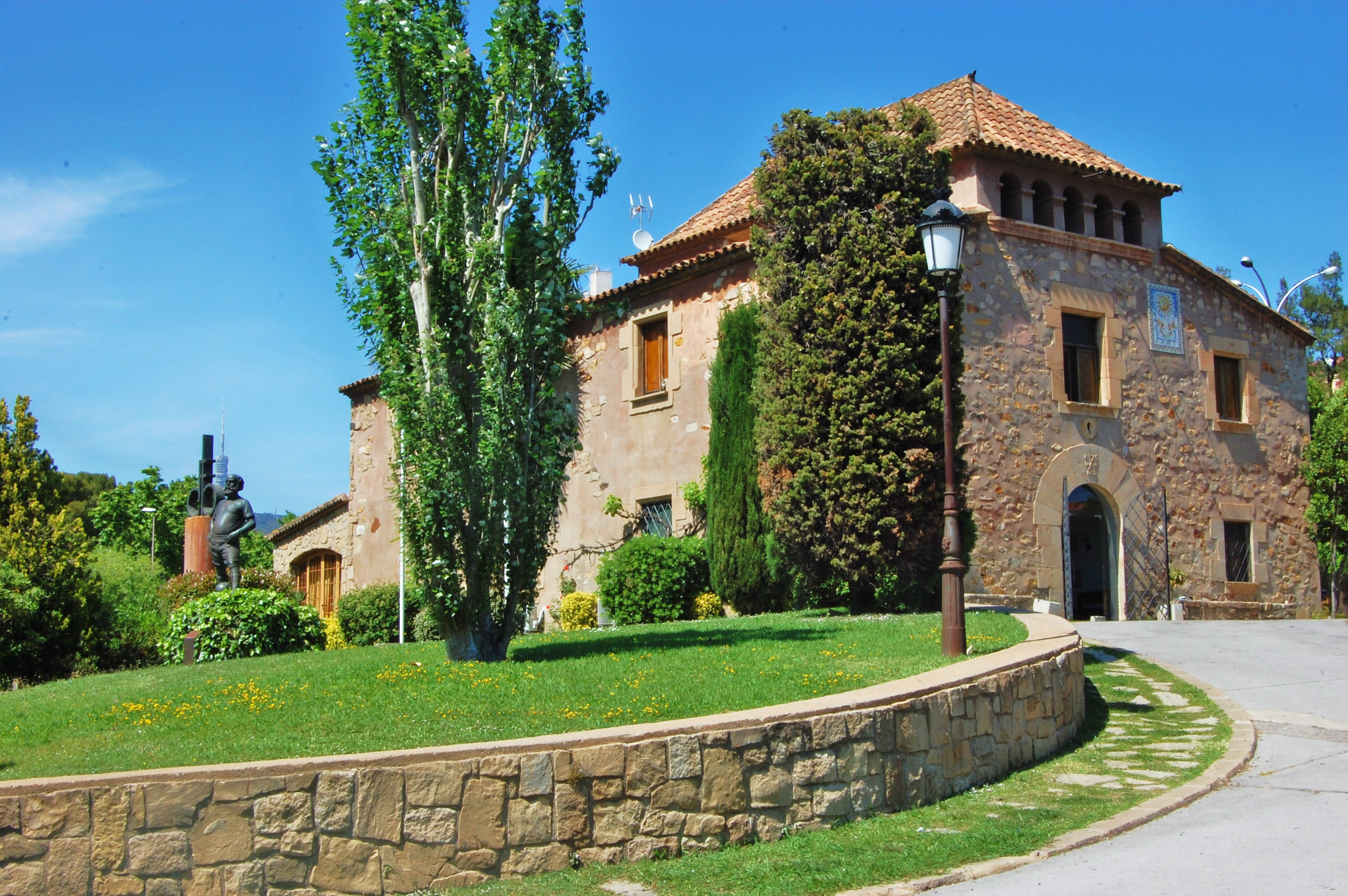
Puyol intègre La Masía en 1995.

Carles Puyol commence le football dans le club de sa ville natale, La Pobla de Segur, au poste de gardien de but. Un problème au dos l'oblige à changer de poste et il devient attaquant. Ses parents sont sceptiques quant à ce qu'il devienne footballeur et l'encouragent à étudier. Lors de la saison 1993-1994, il évolue en équipe jeune du CF Pobla avant d'intégrer l'équipe première du club la saison suivante. À seulement seize ans, ses parents l'encouragent alors à travailler dur car la concurrence est rude.
Son talent attire rapidement l’attention et il entre à La Masia, le centre de formation du FC Barcelone, à l’âge de 17 ans en 1995.
À ses débuts, Carles Puyol joue au poste d'ailier droit ce qui l'aide à améliorer sa vitesse et ses capacités de dribble et de centre. Il joue aussi au poste de milieu de terrain. Après une première saison 1995-1996 en Juvenil où il remporte la Coupe d'Espagne de la catégorie, Puyol intègre le FC Barcelone C (équipe 3) en 1996-1997 et termine second de Tercera División (D4) sous les ordres de Josep Maria Gonsalvo. Durant les saisons 1995-1996 et 1996-1997, Puyol participe à un match de Segunda División par saison avec le FC Barcelone B et inscrit un but à chaque fois. Il connaît donc la relégation avec l'équipe B lors du deuxième exercice.
En 1997, lors de l'arrivée de Louis van Gaal à la tête de l'équipe première du FC Barcelone, Josep Maria Gonsalvo prend la gestion de l'équipe réserve avec pour mission de remonter en Segunda División et fait monter avec lui son défenseur, Carles Puyol. Lors des premiers entraînements du FC Barcelone B, van Gaal remarque le talent de Xavi, le travail de Gabri mais aussi la personnalité de Carles Puyol.
Premier de groupe de Segunda División B (D3) en 1997-1998 et promu en D2 avec notamment son coéquipier Xavi Hernandez, les entraîneurs convoquent Puyol à la fin de la saison pour lui dire que Malaga le veut, qu'ils ont trouvé un accord pour un transfert et qu'il devrait partir. Puyol reste et évolue avec son équipe en Segunda División (D2) lors de la saison 1998-1999.
Carles Puyol connaît deux saisons pleines avec le FC Barcelone B, respectivement 36 et 38 matchs disputés,.

#### Débuts en équipe première et replacement tactique (1999-2003)

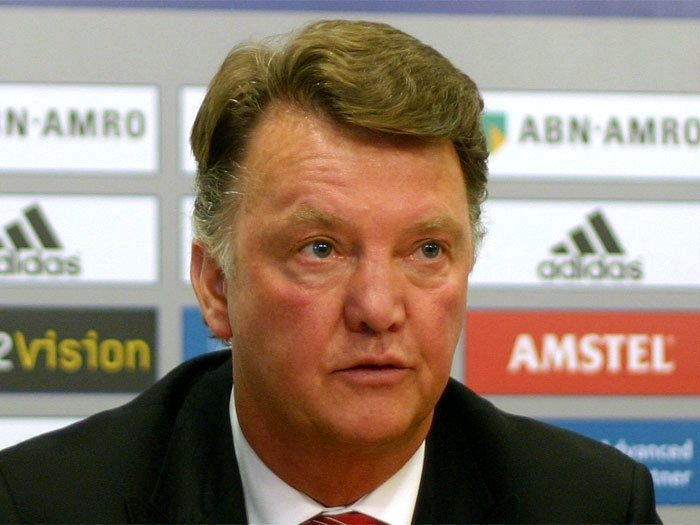
L'entraîneur Louis van Gaal lui permet de découvrir la Liga.

Avec le numéro 32, Puyol fait ses débuts avec l'équipe première du FC Barcelone, le 2 octobre 1999 Liga face à Valladolid. Louis van Gaal le lance à 21 ans et 172 jours en le faisant entrer à la place de Simao. Durant la saison 1999-2000, van Gaal en fait le remplaçant de Michael Reiziger au poste d'arrière droit.
Ses apparitions sont de plus en plus fréquentes, jusqu'à devenir titulaire au poste de latéral droit. Cette saison-là, le défenseur joue 37 rencontres. En raison de sa détermination à s'améliorer et à un rythme de travail impressionnant, Carles Puyol est ensuite positionné en défense centrale.
Pour la saison 2000-2001, Puyol prend le numéro 24 qu'il garde deux saisons. Le 21 octobre 2000, à seulement 22 ans, Llorenç Serra Ferrer lui demande à de marquer individuellement Luís Figo, qui revient au Camp Nou avec le Real Madrid lors du Clásico. Son match est impressionnant et le Barça gagne 2-0.
Son premier but arrive à Valladolid le 11 novembre 2001, où tout commence un an plus tôt. Carles Puyol combine sur bien l’action avec Saviola pour le deuxième but des catalans ce soir là (sur 4).
Pour la saison 2002-2003, Carles Puyol prend le numéro 5 qui sera le sien jusqu'à la fin de sa carrière. Le 23 octobre 2002, comme un signe, le défenseur sauve un but avec le cœur face au Lokomotiv Moscou en Ligue des champions (victoire 1-0). Le ballon heurtant l’écusson du Barça.

#### Progression, premier titre et capitanat (2003-2006)

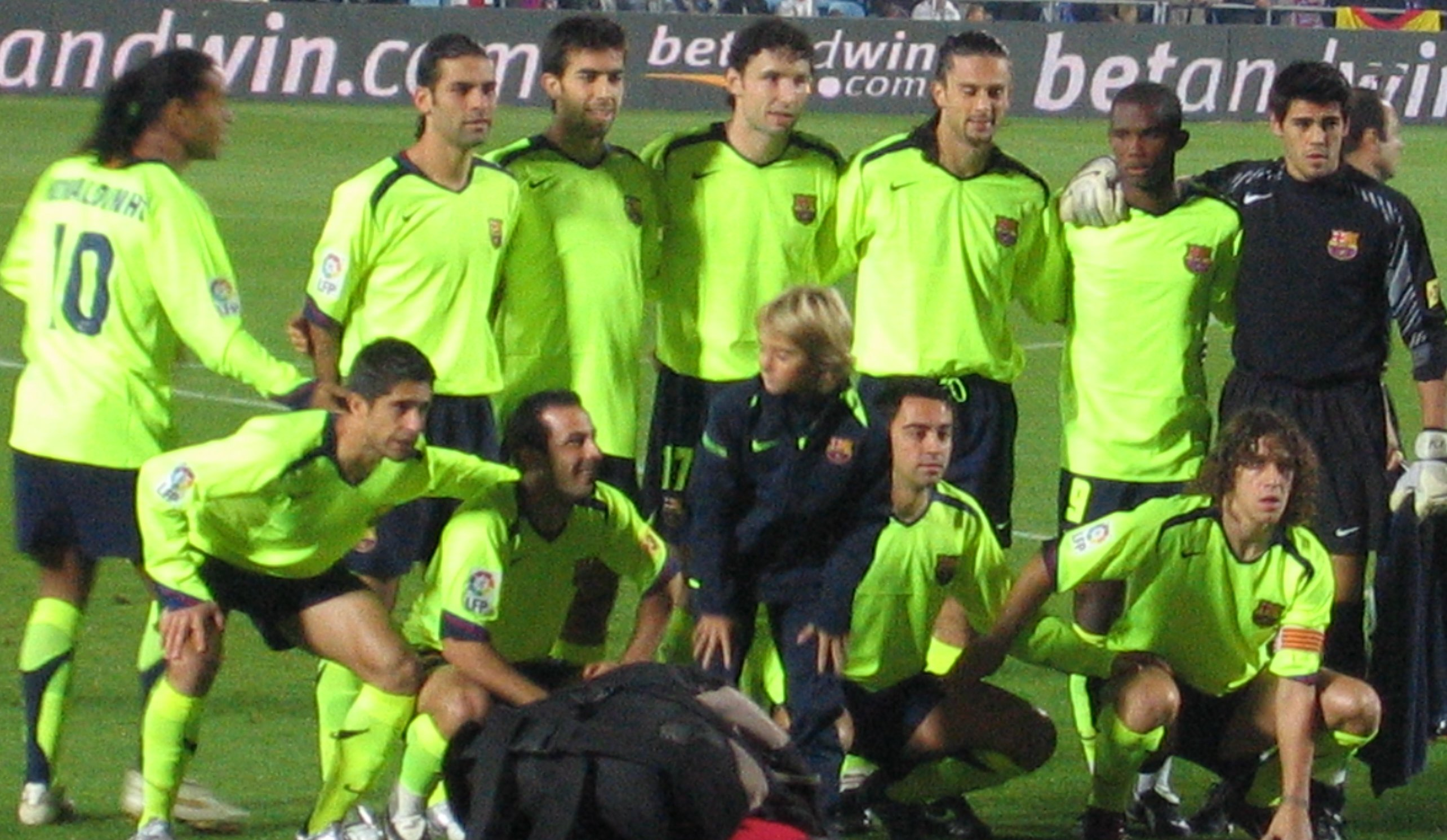
Puyol (en bas à droite) avec le brassard de capitaine en novembre 2005.

En 2003, le président d'alors, Joan Gaspart, le fait signer une prolongation de contrat jusqu'au 30 juin 2007 qui fait de Carles Puyol un des Barcelonais les mieux payés. Lors de la saison 2003-2004, il est choisi comme troisième capitaine de l’équipe et joue un rôle important dans l’équipe. Il dispute 27 matches de Liga et sept en Coupe UEFA.
À la suite de la retraite de Luis Enrique et du départ de Phillip Cocu, Puyol est élu capitaine en 2004 devant Ronaldinho et Xavi Hernandez après un vote des joueurs et du staff du FC Barcelone. Lors de la saison 2004-2005, le défenseur est sacré Champion d'Espagne pour la première fois. Il est alors un membre clé du système de Frank Rijkaard.
En septembre 2005, le défenseur international prolonge son contrat au FC Barcelone jusqu'en juin 2010 et déclare : « Je suis vraiment heureux. J'ai toujours dit que je voulais rester ici et à partir d'aujourd'hui je promets de tout donner pour l'équipe ». Le nouveau capitaine du FC Barcelone joue un grand nombre de matches, il ne rate que cinq rendez-vous durant la saison 2005-2006 dont trois qui émane de la décision de l'entraineur Frank Rijkaard qui décide de le laisser au repos et deux autres pour suspension. Il inscrit son seul but de la saison lors de la victoire 5-0 face à la Real Sociedad en Liga que le club remporte de nouveau. Il remporte cette saison là la Ligue des Champions face à Arsenal au Stade de France. Puyol déclare alors : « Pour un footballeur, remporter la Coupe des champions avec le brassard de capitaine est une consécration. Je pense que nous méritons ce succès, nous avons effectué une grande saison ». Comme Alexanko quatorze ans auparavant, Puyol soulève le trophée européen pour le FC Barcelone, la deuxième de l’histoire du Club.

#### Un leader incontestable (2006-2011)

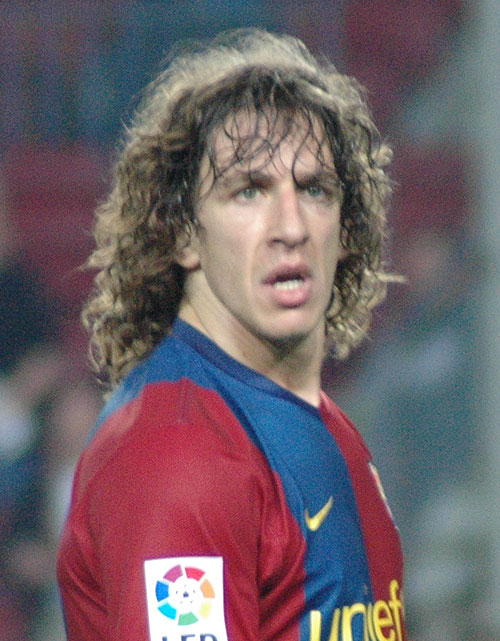
Carles Puyol en avril 2007 avec le FC Barcelone.

Lors de la seconde journée de championnat 2006-2007, après un match raté en sélection, Puyol laisse sa place à Lilian Thuram. Il n'a alors plus regardé un match du FC Barcelone depuis le bord de la pelouse depuis cinq ans. Il marque notamment un but en championnat lors de la victoire de son équipe le 30 septembre 2006, sur la pelouse de l'Athletic Bilbao (1-3 score final). En février 2007, Puyol fait partie de l'équipe-type de l'année 2006 publiée par l'UEFA et élue par 292 000 joueurs votants. À la fin de la saison lors de laquelle il dispute à nouveau trente-cinq des trente-huit matches de Liga, Carles Puyol se blesse aux ligaments d'un genou lors d’un match amical en juin, alors que la saison est terminée.

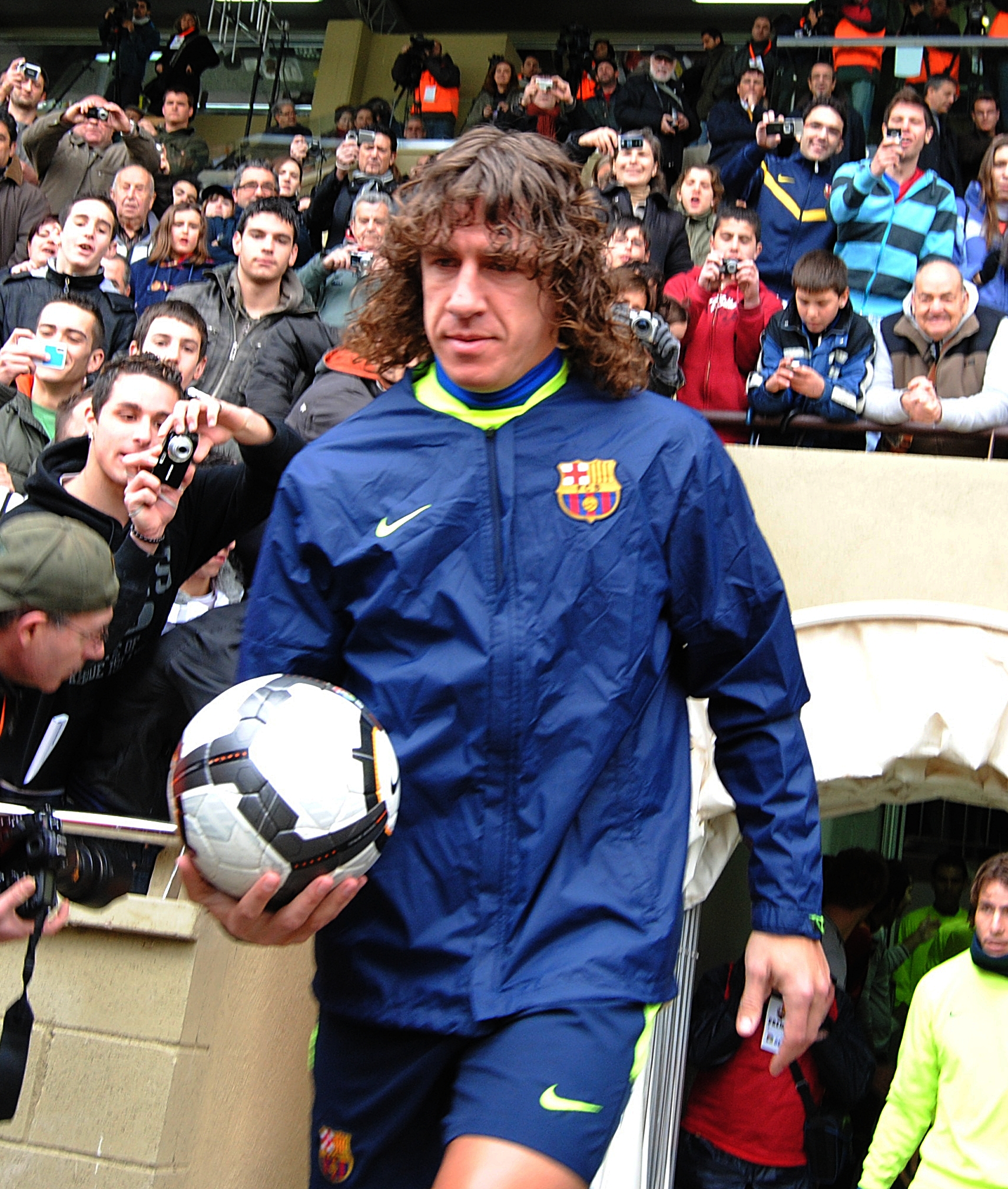
Carles Puyol en 2010 avec le Barça.

Opéré d'une rupture du ligament latéral externe du genou gauche, Puyol reprend l'entraînement collectif le 22 septembre 2007. Il revient sur les terrains sept jours plus tard. En octobre 2007, Puyol fait partie de l'équipe FIFPro World XI élue par 25 000 joueurs professionnels. Malgré un premier mois de compétition manqué et une déchirure musculaire à la cuisse droite en février 2008, il dispute trente matches en championnat d'Espagne lors de la campagne 2007-2008. Il retrouve le poste de latéral droit qu'il occupe à ses débuts en équipe première, cela s’explique notamment par les prestations décevantes du titulaire à ce poste Gianluca Zambrotta.
Lors de la saison 2008-2009, Carles Puyol se révèle être très utile pour l’effectif Blaugrana de par sa polyvalence. Avec l'arrivée de l'entraîneur Pep Guardiola cette saison là, sa polyvalence est fréquemment utilisée pour permettre à Dani Alves de se reposer. Guardiola l’utilise comme arrière droit lors de la finale remportée de la Ligue des Champions, arrière gauche en finale remportée de la Coupe du Roi, ou bien en tant que défenseur central. Lors du Clásico d'avril 2009 (6-2), le capitaine catalan donne l'avantage aux Blaugrana face au Real Madrid en reprenant victorieusement de la tête un coup franc de Xavi, le premier but de la saison du défenseur central qui fête l'événement devant le peuple de Castille en embrassant son brassard aux couleurs de la Catalogne. En finale de la C1 à Rome, il devient le premier capitaine Blaugrana à remporter deux Ligue des champions. Il est en outre, élu meilleur défenseur par l'UEFA.

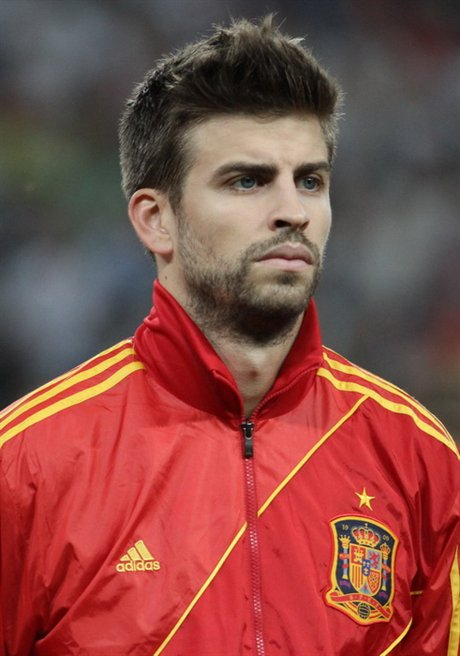
Gerard Piqué, son coéquipier en défense centrale au Barça et avec l'Espagne à partir de 2008.

En octobre 2009, Carles Puyol signe une prolongation de son contrat qui le lie au Barça jusqu'en juin 2013, lui qui en est à dix ans de présence au club et près de 450 parties officielles. Il aura alors 35 ans, âge qu'il évoque pour sa probable retraite sportive. Il affirme par la suite vouloir jouer jusqu'à quarante ans. À ce moment, seul son coéquipier Xavi a joué plus que lui sous le maillot Blaugrana. Collectivement, le Barça remporte à nouveau la Liga et Puyol est la pierre angulaire de la défense.

#### Blessures récurrentes (2011-2014)

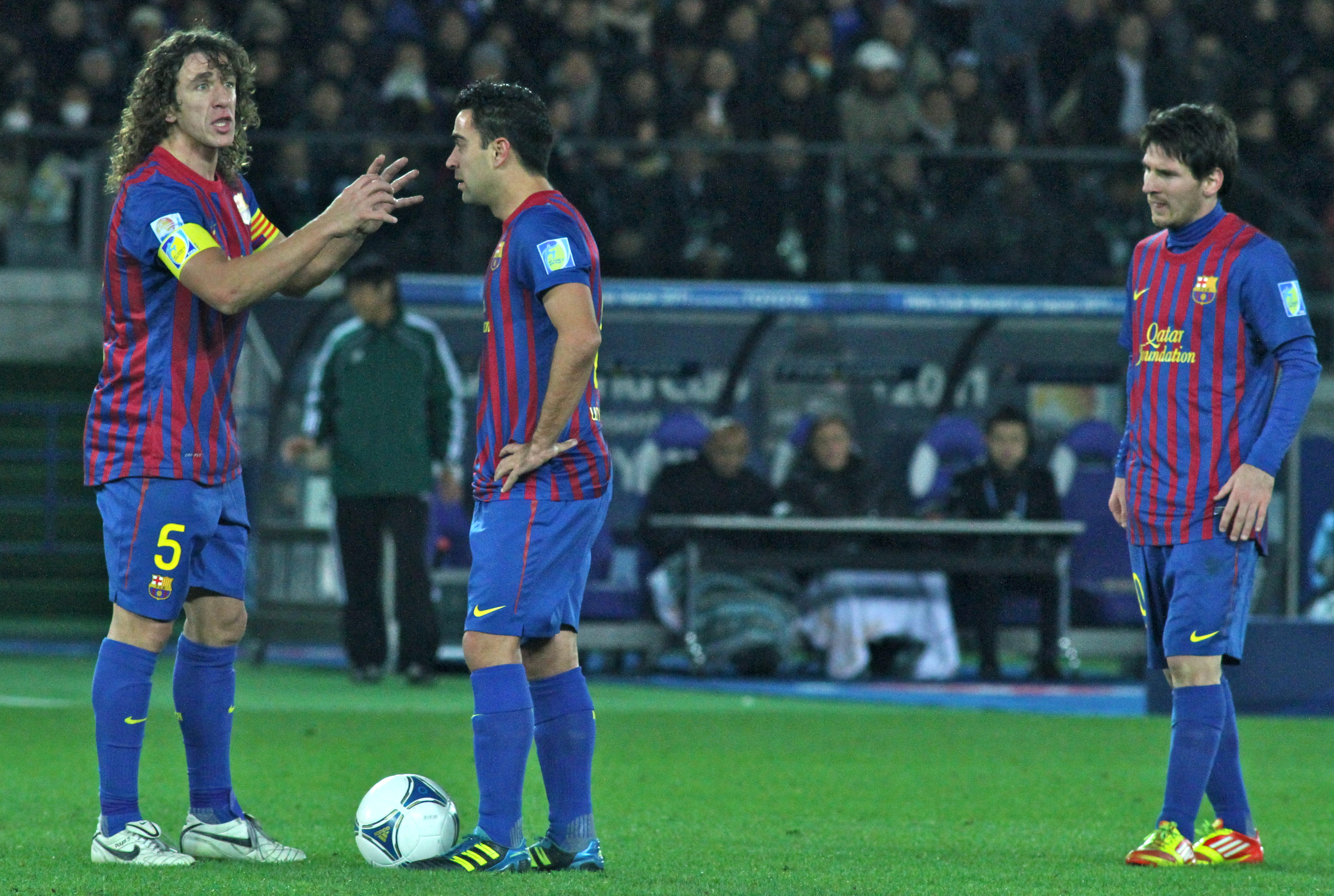
Puyol harangue ses coéquipiers Xavi et Messi lors de la finale de la Coupe du monde des clubs 2011 remportée.

Sa saison 2010-2011 est marquée par des blessures. Une tendinite au genou gauche, contractée le 18 janvier 2011 l'écarte des terrains pendant dix-neuf matches. Il effectue son retour lors du Clásico le 16 avril. Sorti sur civière à l'heure de jeu, le capitaine catalan souffre alors d'une contracture à la cuisse gauche, qui n'a rien à voir avec sa blessure précédente et l'a obligé à sortir sur civière à l'heure de jeu. Même s'il remporte la Liga pour la cinquième fois et la Ligue des champions pour la troisième fois, il ne dispute que 27 matches toutes compétitions confondues. Entretemps, le 3 mai 2011, Carles Puyol joue son 100e match de Ligue des champions lors de la demi-finale retour face au Real Madrid. En fin de saison, Puyol subit une opération du genou.
Blessé au genou gauche en janvier, Carles Puyol manque une grande partie de la saison 2010-2011 avant de rejouer face au Real Madrid et de rechuter. Opéré le 1er juin, celui qui avait tout de même joué quelques minutes en finale de la C1 ne reprend pas l'entraînement de pré-saison avec le groupe barcelonais. Toujours gêné par son genou, le retour du défenseur international espagnol est fixé au 28 août. Il manque les deux matches de Supercoupe d'Espagne face au Real, celui de Supercoupe d'Europe contre le FC Porto et la première journée de Liga à Malaga.
Le 3 avril 2012, Carles Puyol devient le défenseur ayant disputé le plus de rencontres sous le maillot barcelonais. Il bat le record d’un autre monument de l’histoire du club, Migueli (549 matches). « C'est un honneur car Migueli est une référence pour tous les Culés », assure-t-il à l'époque. En 2012, Puyol contracte plusieurs blessures le rendant souvent indisponible, mais il aide Barcelone à remporter la Coupe du Roi en marquant un but décisif en quarts de finale face au Real Madrid. En demi-finale, face à Valence CF, Puyol récidive et marque encore une fois sur corner. Malheureusement, Puyol ne joue pas la finale en mai 2012, car il contracte une nouvelle blessure au genou droit qui le prive aussi de l'Euro 2012 avec l'équipe d'Espagne.
La saison 2012-2013 sous le maillot Blaugrana débute par une défaite face au Real Madrid en Supercoupe d'Espagne (3-2, 2-1) durant laquelle Puyol est remplaçant. Il est titulaire lors du premier match en Liga face à la Real Sociedad remporté 5-1 où il marque un but de la tête. Mais Carles Puyol subit une fracture de la pommette lors du match face à Osasuna (2-1) et est indisponible durant deux semaines. Il effectue son retour en Ligue des champions face à Benfica en octobre. À la fin du match le défenseur connaît une nouvelle blessure : une luxation du coude en raison de sa mauvaise chute sur un corner qui l'éloigne deux mois. Carles Puyol prolonge le contrat qui le lie au FC Barcelone jusqu'en 2016. Puyol aura alors 38 ans et aura passé 21 ans sous les couleurs du Barça. Se plaignant du genou, Puyol est opéré en mars 2013 pour nettoyer son articulation à l'occasion d'une opération arthroscopique. Son indisponibilité dépend de ses facultés de récupération, pouvant aller d'un mois et demi à trois mois.
Le 19 octobre 2013, après plus de 220 jours de blessure au genou, Carles Puyol revient face à Osasuna (0-0) et est titulaire lors de la 9e journée de championnat. Il oublie ainsi une blessure qui lui a fait manquer sept mois de compétition. En février 2014, Puyol rechute après s'être remis d'une lombalgie. Il marque son dernier but pour Barcelone le 2 mars 2014, lors d'une rencontre de championnat contre l'UD Almería. Son équipe s'impose par quatre buts à un ce jour-là. Cette apparition dans ce match lui permet également de se placer deuxième au classement des joueurs ayant joué le plus de matchs dans l'histoire du club. Le 4 mars 2014, Carles Puyol annonce qu'il quittera le FC Barcelone à la fin de la saison après 19 ans passés au club. En avril 2014, alors qu'il fait son retour dans le groupe barcelonais pour affronter le Real Madrid en finale de la Coupe du Roi, Puyol est finalement forfait pour cette rencontre capitale ressentant encore de ses problèmes au genou. Il ne peut participer au dernier match de Liga de la saison.

### En équipe d'Espagne (2000-2013)

#### Médaille d'argent puis période creuse (2000-2006)

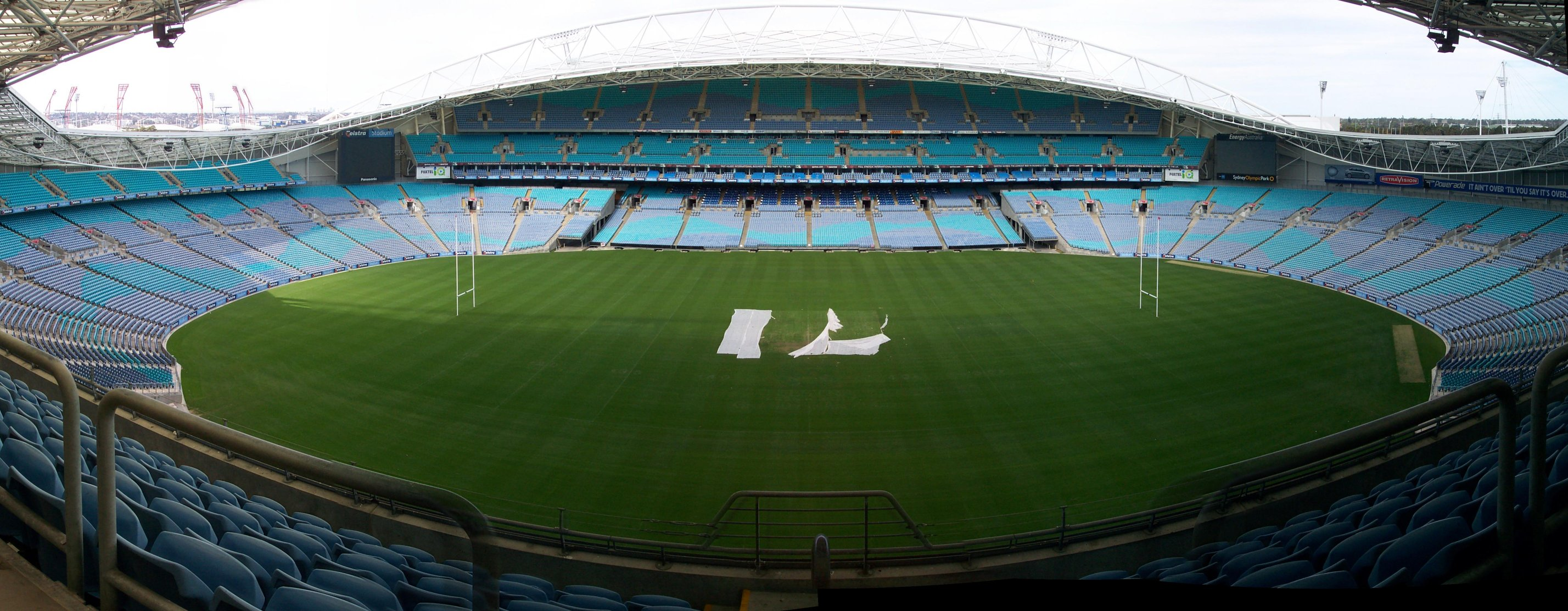
Devant 104098 spectateurs au Stadium Australia, Puyol et son équipe sont défaits par le Cameroun en finale des JO 2000.

En septembre 2000, Carles Puyol participe aux Jeux olympiques d'été de 2000 avec l'équipe d'Espagne olympique. Il est sélectionné par Iñaki Sáez, l'entraîneur des espoirs espagnols. Avec le numéro 12, Puyol reste sur le banc lors du premier match puis rentre à la 82e minute lors du second contre le Chili (perdu 3-1),. Il est ensuite titulaire lors du dernier match de la phase de poule face au Maroc (victoire 2-0) puis jusqu'à la fin du tournoi. Aux côtés de futurs internationaux comme Xavi, Albelda, Marchena ou encore Capdevila, Puyol et son équipe se hisse jusqu'en finale. Face au Cameroun de Samuel Eto'o, Geremi, Womé et autres Rigobert Song, l'Espagne s'incline aux tirs-au-but (2-2 tab 5-3).
Il débute avec l'équipe d'Espagne quelques mois plus tard, le 15 novembre 2000, contre les Pays-Bas, un match perdu (2-1). Le 17 avril 2002 en Irlande du Nord, lors du dernier match de préparation au Mondial 2002, Puyol inscrit son premier but international à la 69e minute portant le score à 4-0 (5-0 à la fin).
Lors de l'annonce des vingt-trois joueurs retenus par le sélectionneur José Antonio Camacho le 13 mai 2002, Puyol semble certain d'en faire partie à la suite d'une déclaration de Camacho un mois auparavant. À 24 ans, le défenseur catalan compte alors huit sélections et un but inscrit. Puyol jour les deux premiers matchs du premier tour de la compétition. Lors du second, contre le Paraguay, il ne peut éviter le ballon repoussé par Casillas et marque contre son camp. Heureusement pour lui, Morientes et Hierro marquent ensuite pour enlever la victoire (3-1). Qualifié aux tirs-au-but en huitième de finale contre l'Irlande, l'Espagne est éliminée par la même sentence contre la Corée du Sud en quarts de finale. Puyol joue quatre des cinq matchs, et délivre une passe décisive.

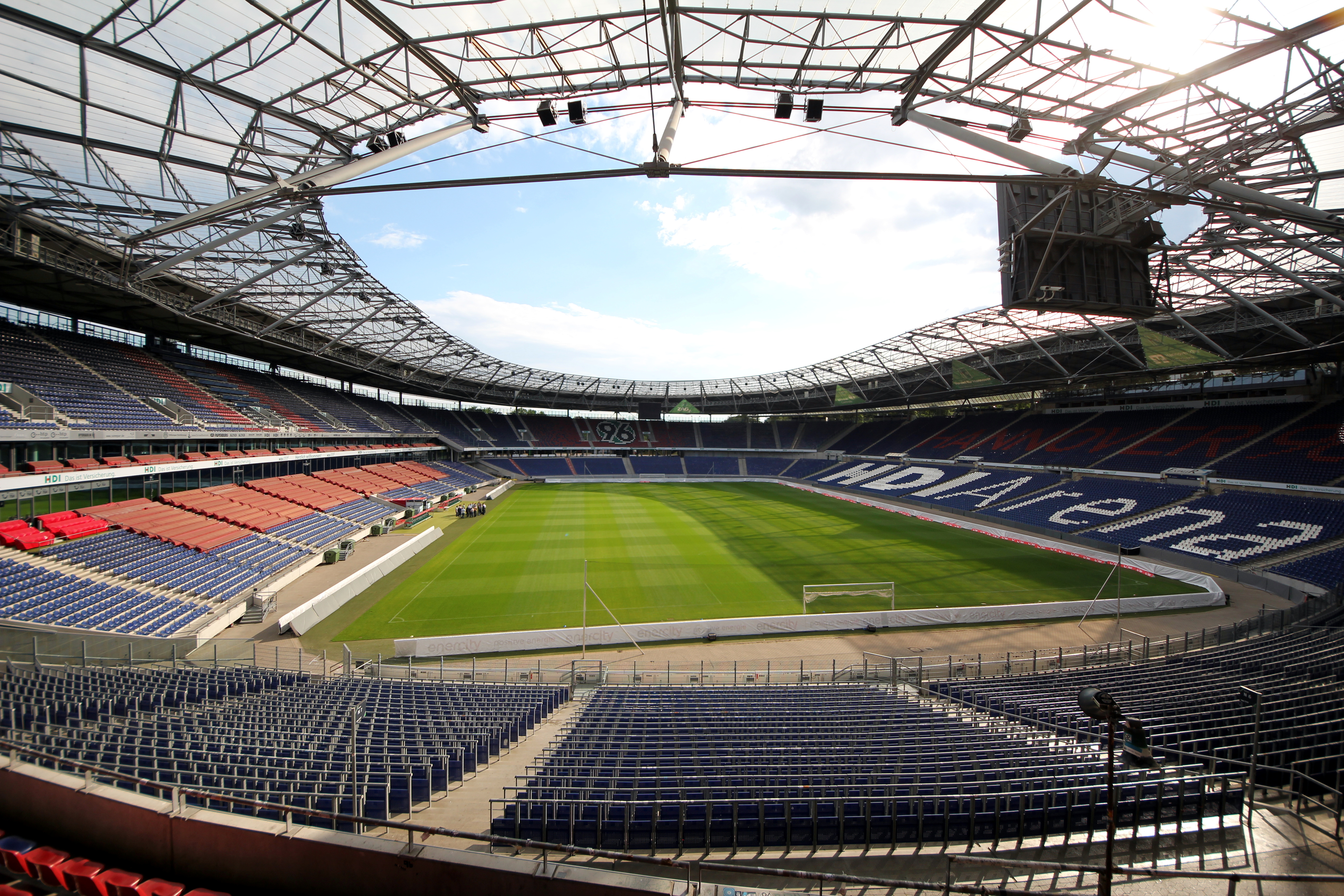
C'est à l'AWD-Arena que le parcours espagnol est stoppé par la France lors du Mondial 2006.

Lors des éliminatoires de l'Euro 2004, Carles Puyol participe à cinq des huit matchs. L'Espagne devant passer par les barrages, son défenseur est présent lors des deux oppositions face à la Norvège en novembre 2003.
Il est titulaire comme arrière droit dans tous les matchs de la sélection qui joue l'Euro 2004, avec pour sélectionneur Iñaki Sáez. Lors du dernier match décisif de phase de groupe face au Portugal, Puyol récolte un carton jaune à la soixante-quatorzième minute et l'Espagne perd 1-0.
L'expérimenté Luis Aragonés prend en charge la sélection en 2004 et construit une équipe rajeunie. Pour participer à la Coupe du monde 2006, l'Espagne doit encore passer par les barrages. Présent lors de neuf des dix matchs qualificatifs, Puyol répond présent pour la double confrontation face à la Slovaquie (5-1 ; 1-1).
Puyol joue la Coupe du monde 2006 en défense centrale avec Pablo Ibáñez. Dans le groupe H, une équipe d'Espagne convaincante remporte logiquement son premier match 4-0 face à l'Ukraine, l'autre favori de la poule. Lors de ce match face aux Ukrainiens, Puyol participe à un beau mouvement collectif amenant à un but : récupérant le ballon à la moitié du terrain sur la gauche, Puyol élimine un adversaire d'une roulette avant de donner le ballon dans l'axe et de le dévier de la tête en passe décisive pour Fernando Torres. Lors de la deuxième journée du groupe, l'Espagne domine la Tunisie (3-1). Étant déjà qualifié, le sélectionneur Luis Aragonés fait jouer des remplaçants contre l'Arabie saoudite. En huitièmes de finale, Puyol et son équipe est éliminée par la France (3-1) pour sa cinquantième sélection.

#### Défenseur de la meilleure équipe du monde (2006-2010)

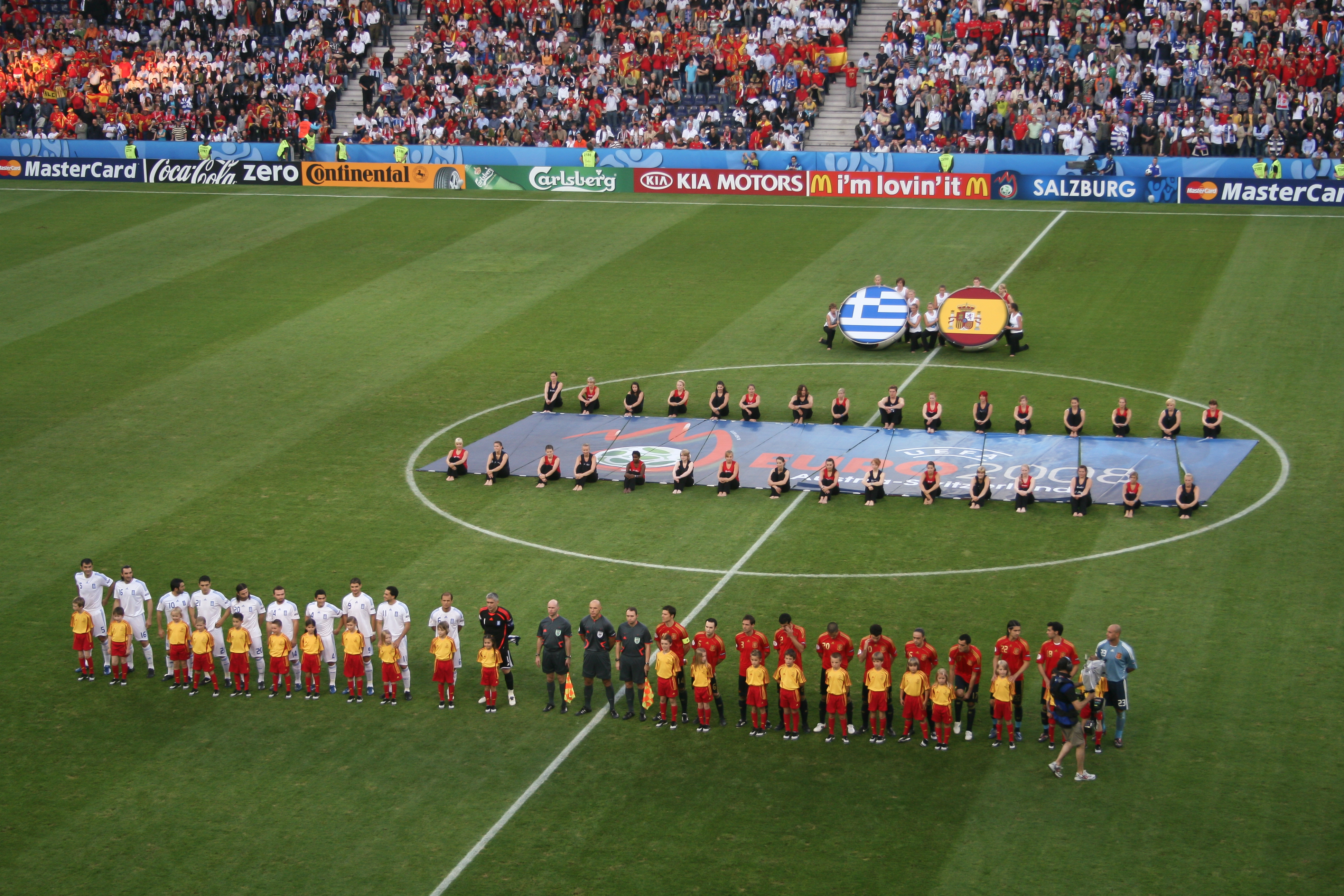
Espagne-Grèce, le seul match manqué par Puyol lors du triomphe à l'Euro 2008.

Lors de la saison 2006-2007, Puyol ne participe qu'à la moitié des matchs du Groupe F des éliminatoires à l'Euro 2008.
Placée dans le groupe D lors du premier tour de la compétition, l'Espagne s'impose facilement (4-1) face à la sélection russe. Lors du second match face à la Suède, Puyol laisse sa place sur blessure à la 24e minute à Raúl Albiol. Les Espagnols remportent leur second match et se qualifient pour les quarts de finale. Lors du troisième match, le sélectionneur espagnol Luis Aragonés décide de faire tourner son équipe. Pour son quart de finale contre l'Italie, la Roja peut compter sur le retour en défense centrale de Carles Puyol. Gêné par la taille de Luca Toni, Puyol et son équipe se qualifient aux tirs-au-but (0-0 tab 4-2). Solide face à la Russie en demi puis l'Allemagne en finale, Puyol voit son capitaine Iker Casillas soulever leur premier trophée international. Carles Puyol participe en tant que titulaire à cinq des six matches en Autriche, et se voit nommé dans le meilleur XI du tournoi.
En 2008 et 2009, Carles Puyol participe à six des dix matchs du groupe 5 de la zone Europe des éliminatoires de la Coupe du monde 2010. Lors du troisième face à l'Estonie le 11 octobre 2008, il inscrit son second but en sélection. Entre-temps, l'Espagne est qualifiée à la Coupe des confédérations 2009. Puyol ne prend part qu'à trois rencontres sur cinq. Titulaire lors du premier match facile face à la Nouvelle-Zélande, il est écarté lors du second match de poule face à l'Irak (remplacé par Gerard Piqué). Capitaine pour le dernier match du premier tour contre l'Afrique du Sud, Puyol est associé à Piqué en quart-de-finale mais ne peut éviter la défaite (2-0) contre les États-Unis. Dans le match pour la troisième place contre l'Afrique du Sud remporté 3-2 après prolongations, Vicente del Bosque fait confiance à Piqué et Raúl Albiol en défense centrale.

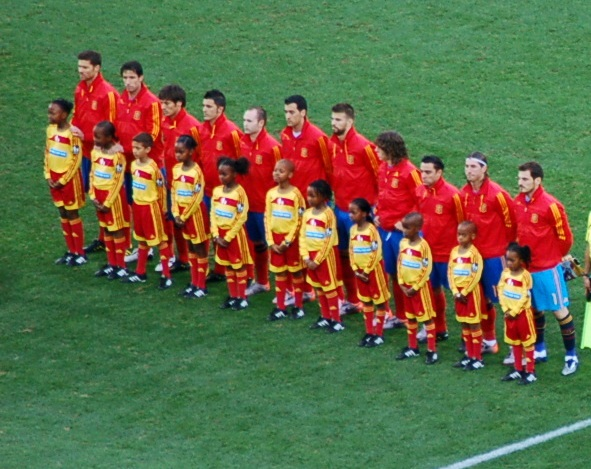
Puyol (4e en partant de la droite) et l'Espagne contre la Suisse lors du Mondial 2010.

Lors de l’été 2010, Carles Puyol remporte le seul titre qui lui manque, la Coupe du monde. Durant la compétition, Puyol forme une des meilleures paires de défenseurs centraux du tournoi avec son coéquipier en club, Gerard Piqué. Le capitaine barcelonais participe à la quasi-totalité de la compétition, ne manquant que les six dernières minutes du quart-de-finale face au Paraguay remplacé par Carlos Marchena. À la 73e minute de la demi-finale contre l'Allemagne, Xavi tire un corner de la gauche que Puyol vient coupé d'une tête puissante en arrivant lancé pour tromper Manuel Neuer. Troisième but en sélection et surtout le seul du match, qui envoie la Roja en finale. Averti dès la seizième minute pour sa 90e sélection contre cette équipe des Pays-Bas, Puyol contient Robin van Persie, l'Espagne remporte son premier Mondial et son défenseur décroche une place dans l'équipe-type du tournoi.
À 32 ans, Carles Puyol annonce alors sa retraite internationale après avoir été champion d'Europe et maintenant champion du monde. Dix ans après sa première sélection déjà face aux Pays-Bas, Puyol en est alors à 90 sélections et trois buts avec la Roja. Marca révèle que Vicente del Bosque lui a demandé de prolonger un peu l'aventure, de tirer au moins jusqu'à une symbolique centième cape. Mais le numéro 5 espagnol souhaite alors ne pas être convoqué pour le prochain match des siens. Il entend désormais se concentrer sur son club, argumentant qu'il n'a plus les ressources nécessaires pour combiner les deux missions à 100 %. Le défenseur de Barcelone annonce quelques jours plus tard qu'il poursuit sa carrière internationale jusqu'à l'Euro 2012. « Après de nombreuses discussions, j'ai décidé de continuer avec l'équipe pendant encore deux ans. J'ai parlé avec mes collègues, l'entraîneur, Fernando Hierro et des amis avant de prendre cette décision ».

#### Blessures récurrentes (2010-2013)
La saison 2010-2011 de Carles Puyol est marquée par une blessure au genou contractée lors d'un match amical au Portugal. Il est absent près d'un an en sélection entre novembre 2010 et octobre 2011. Lors de la campagne 2010-2012 de l'équipe d'Espagne, Puyol dispute neuf matchs sur 19 possibles dont seulement quatre parties sur huit en éliminatoires de l'Euro 2012.
En mai 2012, Puyol contracte une nouvelle blessure au genou droit qui le prive de l'Euro 2012. Il révèle alors qu'il ne souhaite pas pour autant mettre un terme à sa carrière internationale : « il est clair que je prendrai ma retraite internationale sur le terrain et non dans un bloc opératoire ». En décembre 2012, Puyol affirme vouloir poursuivre sa carrière avec la Roja jusqu'à la Coupe du monde 2014.
Le 6 février 2013, Puyol dispute son 100e match avec l'Espagne lors d'une victoire (3-1) face à l'Uruguay, champion d'Amérique du Sud en titre.

### En équipe de Catalogne (2001-2013)

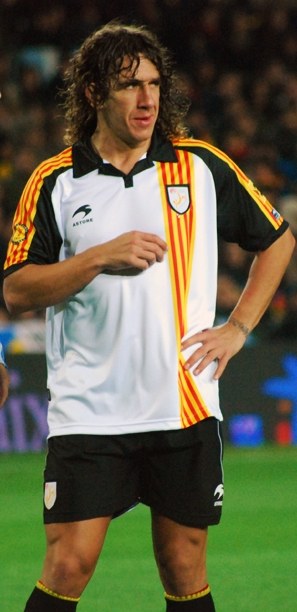
Puyol avec le maillot de l'équipe de Catalogne en 2009 contre l'Argentine.

Né à La Pobla de Segur dans la province de Lérida en Catalogne, Carles Puyol peut prétendre à être appelé en équipe de Catalogne de football de par ses origines et son lieu de naissance. Cette sélection n'est pas membre de la FIFA, ni de l'UEFA, et ne participe donc qu'à des matchs amicaux contre des nations, des clubs officiels ou contre d'autres communautés espagnoles.
Puyol fait ses débuts le 28 décembre 2001, lors d'un match amical disputé au Camp Nou contre la sélection du Chili avec une victoire (1-0) pour les Catalans.
Il joue son dernier match avec le maillot catalan le 2 janvier 2013 contre la sélection du Nigeria (1-1). Le joueur espagnol commence le match avant d'être remplacé à la 45e minute par son compatriote Marc Bartra.

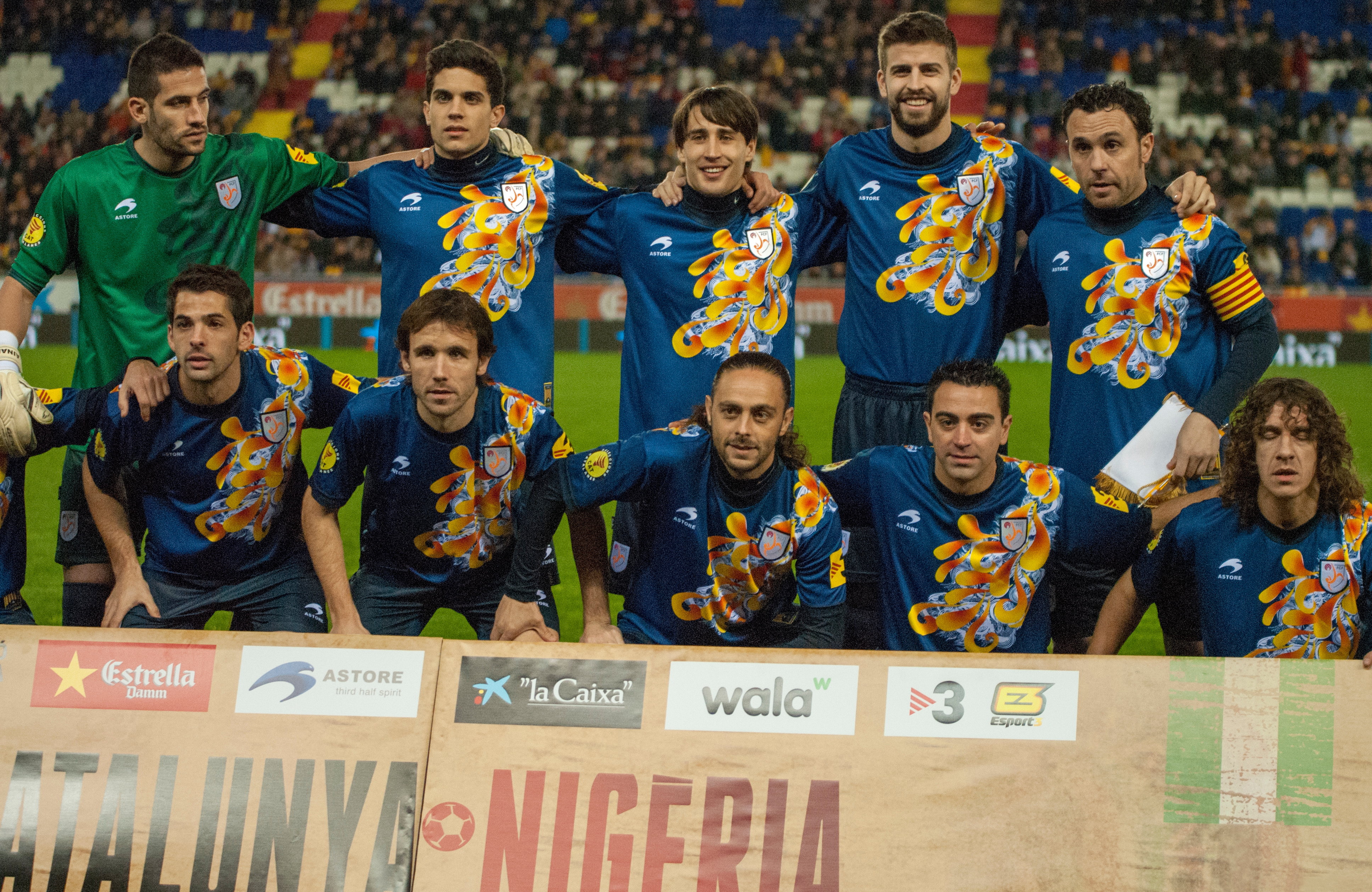
L'équipe de Catalogne lors du dernier match de Puyol en 2013.

| # | Date             | Stade                              | Adversaire  | Score | Source |
| - | ---------------- | ---------------------------------- | ----------- | ----- | ------ |
| 1 | 28 décembre 2001 | Camp Nou, Barcelone                | Chili       | 1–0   | [ 65 ] |
| 2 | 29 décembre 2007 | San Mamés, Bilbao                  | Pays basque | 1–1   | [ 66 ] |
| 3 | 28 décembre 2008 | Camp Nou, Barcelone                | Colombie    | 2–1   | [ 67 ] |
| 4 | 22 décembre 2009 | Camp Nou, Barcelone                | Argentine   | 1–0   | [ 68 ] |
| 5 | 28 décembre 2010 | Olímpico Lluís Companys, Barcelone | Honduras    | 4–0   | [ 69 ] |
| 6 | 2 janvier 2013   | Cornellà-El Prat, Barcelone        | Nigeria     | 1–1   | [ 70 ] |

### Reconversion (depuis 2014)
Carles Puyol met un terme à sa carrière de joueur en mai 2014 et devient directeur sportif adjoint, faisant équipe avec Andoni Zubizarreta, en poste depuis 2010. Puyol entre à partir du mois de septembre 2014 au département football du club. Cette prise de fonction permet au joueur de rester lié au Club, souhait que lui-même ainsi que le président Bartomeu et le directeur sportif Zubizarreta explique lors du départ de l'ancien capitaine du Barça. Il travaille avec Zubizarreta sur tous les dossiers internes et externes du club.
Lors du Mondial 2014 au Brésil, Puyol est chargé de présenter le trophée de la Coupe du monde de la FIFA avec la top-modèle brésilienne Gisele Bündchen, quelques minutes avant le coup d'envoi de la finale. Il représente l'Espagne, dernier vainqueur de la coupe.
Début janvier 2015, le FC Barcelone annonce avoir rompu le contrat d'Andoni Zubizarreta, directeur sportif du club catalan. Puyol annonce sa démission du club dans la foulée du limogeage de Zubizarreta. « J'ai décidé de mettre un terme à ma relation de travail avec le FC Barcelone », annonce l'ancien international espagnol sur sa page Facebook. « Je souhaite progresser tant sur les plans personnel que professionnel pour que, à l'avenir, je puisse revenir dans cette maison et vous rendre tout ce que vous m'avez donné durant ces années inoubliables », écrit-il. Puyol , pressenti pour succéder à Zubizarreta, affirme simplement qu'il a « beaucoup appris » au cours des trois mois et demi qu'il a passés à son poste, mais qu'il souhaite désormais « découvrir d'autres perspectives et d'autres endroits »,.
En mai 2015, Carles Puyol surprend en déclarant qu'il n'écarte alors pas la possibilité de rejouer au football. On parle alors des USA et du Qatar pour l'ancien capitaine du Barça de 37 ans. « Je n'écarte aucune possibilité. Entraîner ou même rejouer... L'important, c'est que mon genou aille bien et ces dernières semaines, il est comme neuf ».
Fin 2015, il crée une agence de représentation de joueurs avec son ami d'enfance Iván de la Peña ainsi que son associé et avocat Ramón Sostres. Parmi les joueurs représentés, d'anciens joueurs du FC Barcelone comme Marc Bartra ou Bojan Krkić mais également le Français Aymeric Laporte de Manchester City.

## Style de jeu: guerrier polyvalent

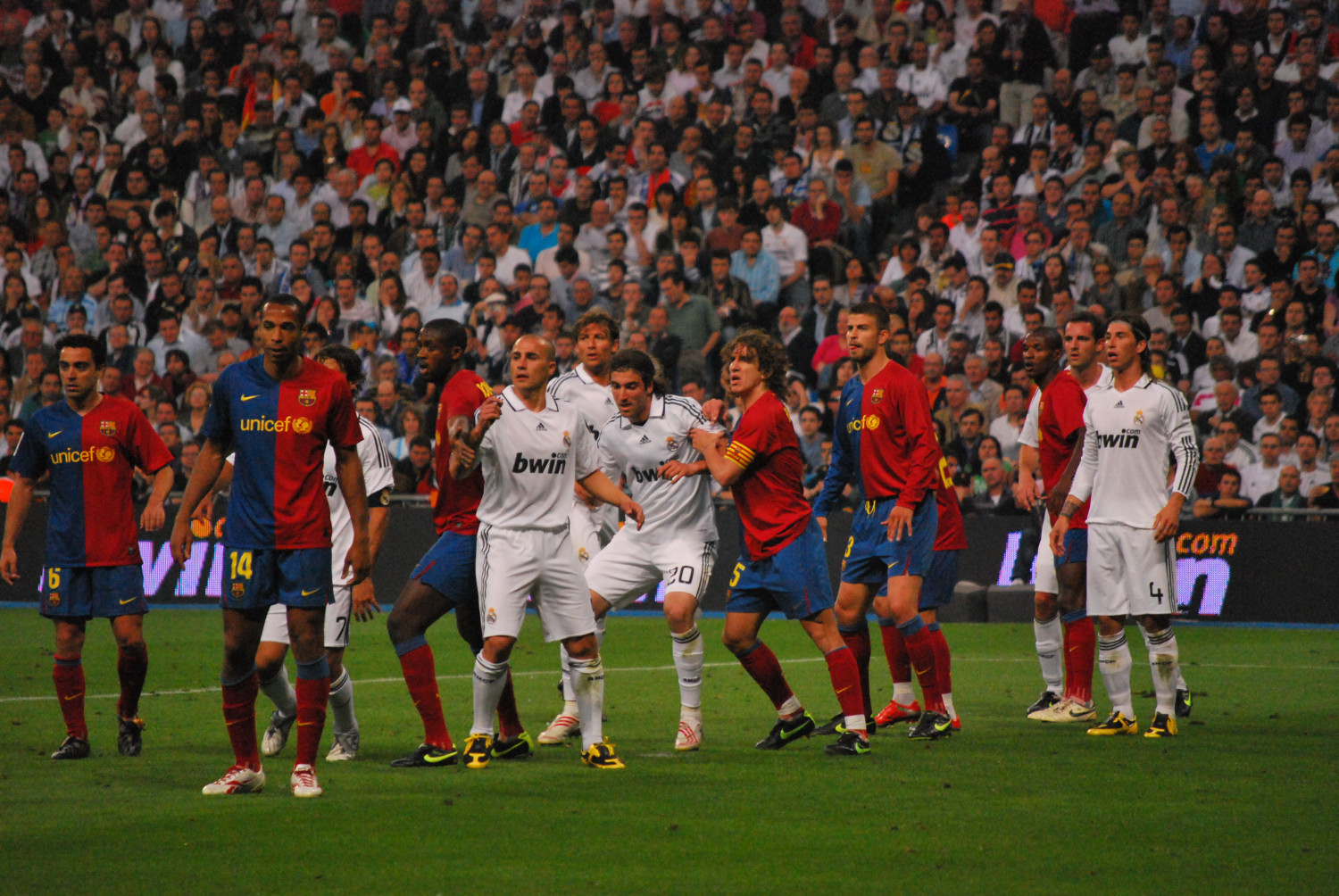
Puyol (au centre) à la lutte avec Higuaín (n°20) lors d'un Clásico en mai 2009.

Bien qu'ayant commencé au poste d'arrière droit en équipe première du FC Barcelone, Carles Puyol passe rapidement défenseur central devenant incontournable dans l'axe grâce à ses tacles, sa lecture du jeu et sa détermination. Remarqué pour sa condition physique et sa discipline sur le terrain, il est un exemple de joueur d'équipe, qui opte toujours pour le bien du groupe et ne met jamais ses coéquipiers en difficulté. Sa polyvalence lui permet de jouer également sur les côtés de la défense pour le bien de l'équipe.

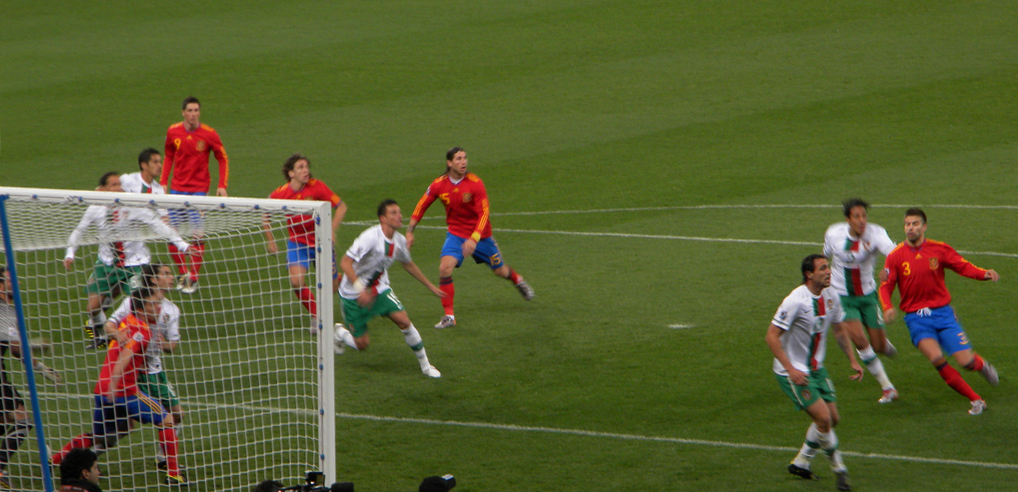
Puyol (au-dessus du poteau) apporte sa hargne sur les corners offensifs.

Pas doté d'une taille au-dessus de la moyenne, Puyol compense par sa force physique et son engagement pour prendre le dessus sur des attaquants plus grands. Lorsque l'occasion se présente, il n'hésite pas à monter en attaque pour apporter le surnombre. Carles Puyol est une référence au sein de l'équipe pour son caractère et son leadership.
Aussi puissant que dur au mal, le capitaine du Barça, qui voulait devenir policier quand il était enfant, est sans doute un des meilleurs défenseurs de duels du XXIe siècle. Frank Rijkaard, son ancien coach à Barcelone, dit de lui : « de ma carrière de joueur et d’entraîneur, j’ai rarement vu un défenseur si fort en un contre un ». Carles Puyol dit de lui : « mon attaquant, je lui laisse toujours un peu d’espace, je lui laisse croire qu’il a une marge de manœuvre pour dribbler et là, d’un coup, je lui rentre dedans, agressif ». Il est célèbre pour son jeu musclé, son timing parfait dans les duels et possède également un excellent jeu de tête malgré une taille modeste d’1,78 m. Puyol détient d'ailleurs le record du nombre de ballons récupérés à des attaquants dans un match de Liga (22). Une force à laquelle il ajoute ce brin de fougue et de don de soi qui galvanisent les partenaires et font peur à l’adversaire.

## Statistiques

### Générales
Carles Puyol dispute 593 matchs avec le FC Barcelone. Ce total fait de lui le quatrième joueur ayant disputé le plus de matchs sous le maillot Blaugrana derrière  Lionel Messi (778), Xavi Hernández (767) et Andrés Iniesta (624).
Ce tableau présente les statistiques de Carles Puyol avec le FC Barcelone et l'équipe d'Espagne,,,,.
| Saison                | Club                  | Championnat           | Championnat | Championnat | Coupe(s) nationale(s) | Coupe(s) nationale(s) | Supercoupe | Supercoupe | Compétition(s) continentale(s) | Compétition(s) continentale(s) | Compétition(s) continentale(s) | Supercoupe UEFA | Supercoupe UEFA | Coupe du monde des clubs | Coupe du monde des clubs | Espagne | Espagne | Total | Total |
| Saison                | Club                  | Division              | M           | B           | M                     | B                     | M          | B          | C                              | M                              | B                              | M               | B               | M                        | B                        | M       | B       | M     | B     |
| --------------------- | --------------------- | --------------------- | ----------- | ----------- | --------------------- | --------------------- | ---------- | ---------- | ------------------------------ | ------------------------------ | ------------------------------ | --------------- | --------------- | ------------------------ | ------------------------ | ------- | ------- | ----- | ----- |
| 1995-1996             | FC Barcelone B        | D2                    | 1           | 1           | -                     | -                     | -          | -          | -                              | -                              | -                              | -               | -               | -                        | -                        | -       | -       | 1     | 1     |
| 1996-1997             | FC Barcelone B        | D2                    | 1           | 1           | -                     | -                     | -          | -          | -                              | -                              | -                              | -               | -               | -                        | -                        | -       | -       | 1     | 1     |
| 1997-1998             | FC Barcelone B        | D3                    | 36          | 1           | -                     | -                     | -          | -          | -                              | -                              | -                              | -               | -               | -                        | -                        | -       | -       | 36    | 1     |
| 1998-1999             | FC Barcelone B        | D2                    | 38          | 2           | -                     | -                     | -          | -          | -                              | -                              | -                              | -               | -               | -                        | -                        | -       | -       | 38    | 2     |
| 1999                  | FC Barcelone B        | D3                    | 8           | 0           | -                     | -                     | -          | -          | -                              | -                              | -                              | -               | -               | -                        | -                        | -       | -       | 8     | 0     |
| Sous-total            | Sous-total            | Sous-total            | 76          | 5           | 0                     | 0                     | 0          | 0          | -                              | 0                              | 0                              | 0               | 0               | 0                        | 0                        | 0       | 0       | 76    | 5     |
| 1999-2000             | FC Barcelone          | Liga                  | 24          | 0           | 5                     | 0                     | -          | -          | C1                             | 8                              | 0                              | -               | -               | -                        | -                        | -       | -       | 37    | 0     |
| 2000-2001             | FC Barcelone          | Liga                  | 17          | 0           | 2                     | 0                     | -          | -          | C1+C3                          | 3+2                            | 0+0                            | -               | -               | -                        | -                        | 3       | 0       | 27    | 0     |
| 2001-2002             | FC Barcelone          | Liga                  | 35          | 2           | 1                     | 0                     | -          | -          | C1                             | 15                             | 0                              | -               | -               | -                        | -                        | 9       | 1       | 60    | 3     |
| 2002-2003             | FC Barcelone          | Liga                  | 32          | 0           | -                     | -                     | -          | -          | C1                             | 14                             | 0                              | -               | -               | -                        | -                        | 6       | 0       | 52    | 0     |
| 2003-2004             | FC Barcelone          | Liga                  | 27          | 0           | 4                     | 0                     | -          | -          | C3                             | 7                              | 0                              | -               | -               | -                        | -                        | 10      | 0       | 48    | 0     |
| 2004-2005             | FC Barcelone          | Liga                  | 36          | 0           | 1                     | 0                     | -          | -          | C1                             | 8                              | 0                              | -               | -               | -                        | -                        | 10      | 0       | 55    | 0     |
| 2005-2006             | FC Barcelone          | Liga                  | 35          | 1           | 3                     | 0                     | 2          | 0          | C1                             | 12                             | 0                              | -               | -               | -                        | -                        | 12      | 0       | 64    | 1     |
| 2006-2007             | FC Barcelone          | Liga                  | 35          | 1           | 7                     | 0                     | 2          | 0          | C1                             | 8                              | 1                              | 1               | 0               | 2                        | 0                        | 6       | 0       | 61    | 2     |
| 2007-2008             | FC Barcelone          | Liga                  | 30          | 0           | 7                     | 0                     | -          | -          | C1                             | 10                             | 1                              | -               | -               | -                        | -                        | 10      | 0       | 57    | 1     |
| 2008-2009             | FC Barcelone          | Liga                  | 28          | 1           | 6                     | 0                     | -          | -          | C1                             | 11                             | 0                              | -               | -               | -                        | -                        | 10      | 1       | 55    | 2     |
| 2009-2010             | FC Barcelone          | Liga                  | 32          | 1           | 2                     | 0                     | 2          | 0          | C1                             | 9                              | 0                              | 1               | 0               | 2                        | 0                        | 14      | 1       | 62    | 2     |
| 2010-2011             | FC Barcelone          | Liga                  | 17          | 1           | 2                     | 0                     | -          | -          | C1                             | 8                              | 0                              | -               | -               | -                        | -                        | 4       | 0       | 31    | 1     |
| 2011-2012             | FC Barcelone          | Liga                  | 26          | 3           | 7                     | 2                     | -          | -          | C1                             | 9                              | 0                              | -               | -               | 2                        | 0                        | 5       | 0       | 49    | 5     |
| 2012-2013             | FC Barcelone          | Liga                  | 13          | 1           | 5                     | 1                     | -          | -          | C1                             | 4                              | 0                              | -               | -               | -                        | -                        | 1       | 0       | 23    | 2     |
| 2013-2014             | FC Barcelone          | Liga                  | 5           | 1           | 6                     | 1                     | -          | -          | C1                             | 1                              | 0                              | -               | -               | -                        | -                        | -       | -       | 12    | 2     |
| Sous-total            | Sous-total            | Sous-total            | 392         | 12          | 58                    | 4                     | 6          | 0          | -                              | 129                            | 2                              | 2               | 0               | 6                        | 0                        | 100     | 3       | 693   | 21    |
| Total sur la carrière | Total sur la carrière | Total sur la carrière | 468         | 17          | 58                    | 4                     | 6          | 0          | -                              | 129                            | 2                              | 2               | 0               | 6                        | 0                        | 100     | 3       | 769   | 26    |

### Détails des sélections et buts avec l'Espagne
| Compétition          | MJ  | V  | N  | D  |
| -------------------- | --- | -- | -- | -- |
| Match amical         | 39  | 26 | 10 | 3  |
| Coupe du monde       | 14  | 11 | 0  | 3  |
| Qualif. CdM          | 19  | 12 | 7  | 0  |
| Euro                 | 8   | 6  | 1  | 1  |
| Qualif. Euro         | 17  | 13 | 1  | 3  |
| Coupe Confédérations | 3   | 2  | 0  | 1  |
| Total                | 100 | 70 | 19 | 11 |

Carles Puyol joue à cent reprises pour l'équipe d'Espagne de football avec qui il inscrit trois buts. Après avoir débuté par une défaite (2-1) en match amical face aux Pays-Bas à Séville le 15 novembre 2000, il connaît sa première victoire lors de sa seconde cape, le 25 avril 2001 face au Japon à Cordoue toujours en amical (1-0).
Puyol inscrit son premier but avec la Roja lors de sa huitième sélection. L'Espagne affronte l'Irlande du Nord à Belfast et le défenseur marque le quatrième but de son équipe pour une large victoire finale (5-0). Il faut attendre six ans et sa 70e sélection pour voir Puyol marquer de nouveau, c'est face à l'Estonie lors des éliminatoires de la Coupe du monde 2010. Son troisième et dernier but est le plus décisif, il l'inscrit lors de la demi-finale de cette même Coupe du monde et permet à l'Espagne d'atteindre la finale qu'elle remportera.
Après avoir un temps décidé d'arrêté la sélection après la victoire au Mondial 2010, Puyol revient sur sa décision. Mais des blessures l'empêchent de tenir sa place avec la Roja et il ne dispute que dix matchs entre août 2010 et février 2013, pour atteindre les cents capes. Sa dernière sélection a lieu à Doha où l'Espagne s'impose (3-1) face à l'Uruguay.
En cent sélections, Carles Puyol connaît 70 victoires, 19 matchs nuls et 11 défaites. Il connaît ses deux plus larges victoires en match amical contre l'Azerbaïdjan le 9 juin 2009 et la Pologne le 8 juin 2010 (6-0). Son revers le plus important a lieu le 17 novembre 2010 à Lisbonne contre le Portugal, aussi en amical (0-4). En 2004-2005, 2007 et 2008, Puyol connaît trois séries de six matchs sans encaisser un seul but.
| Les 100 sélections de Carles Puyol avec l'équipe d'Espagne | Les 100 sélections de Carles Puyol avec l'équipe d'Espagne | Les 100 sélections de Carles Puyol avec l'équipe d'Espagne | Les 100 sélections de Carles Puyol avec l'équipe d'Espagne | Les 100 sélections de Carles Puyol avec l'équipe d'Espagne | Les 100 sélections de Carles Puyol avec l'équipe d'Espagne | Les 100 sélections de Carles Puyol avec l'équipe d'Espagne |
| #                                                          | Date                                                       | Lieu                                                       | Adversaire                                                 | Score                                                      | Compétition                                                | Note                                                       |
| ---------------------------------------------------------- | ---------------------------------------------------------- | ---------------------------------------------------------- | ---------------------------------------------------------- | ---------------------------------------------------------- | ---------------------------------------------------------- | ---------------------------------------------------------- |
| 1                                                          | 15 novembre 2000                                           | Séville                                                    | Pays-Bas                                                   | 1-2                                                        | A                                                          | 55e                                                        |
| 2                                                          | 25 avril 2001                                              | Cordoue                                                    | Japon                                                      | 1-0                                                        | A                                                          | 67e                                                        |
| 3                                                          | 6 juin 2001                                                | Tel Aviv-Jaffa                                             | Israël                                                     | 1-1                                                        | Elim. Mondial 2002                                         | 82e                                                        |
| 4                                                          | 5 septembre 2001                                           | Vaduz                                                      | Liechtenstein                                              | 2-0                                                        | Elim. Mondial 2002                                         |                                                            |
| 5                                                          | 14 novembre 2001                                           | Huelva                                                     | Mexique                                                    | 1-0                                                        | A                                                          | 71e                                                        |
| 6                                                          | 13 février 2002                                            | Barcelone                                                  | Portugal                                                   | 1-1                                                        | A                                                          | 65e                                                        |
| 7                                                          | 27 mars 2002                                               | Rotterdam                                                  | Pays-Bas                                                   | 0-1                                                        | A                                                          | 25e                                                        |
| 8                                                          | 17 avril 2002                                              | Belfast                                                    | Irlande du Nord                                            | 5-0                                                        | A                                                          | But inscrit                                                |
| 9                                                          | 2 juin 2002                                                | Gwangju                                                    | Slovénie                                                   | 3-1                                                        | Coupe du monde de 2002 - 1er tour                          |                                                            |
| 10                                                         | 7 juin 2002                                                | Jeonju                                                     | Paraguay                                                   | 3-1                                                        | Coupe du monde de 2002 - 1er tour                          | (csc)                                                      |
| 11                                                         | 16 juin 2002                                               | Suwon                                                      | République d'Irlande                                       | 1-1 (tab 3-2)                                              | Coupe du monde de 2002 - Huitième                          |                                                            |
| 12                                                         | 22 juin 2002                                               | Gwangju                                                    | Corée du Sud                                               | 0-0 (tab 3-5)                                              | Coupe du monde de 2002 - Quart                             |                                                            |
| 13                                                         | 21 août 2002                                               | Budapest                                                   | Hongrie                                                    | 1-1                                                        | A                                                          | 71e                                                        |
| 14                                                         | 12 octobre 2002                                            | Albacete                                                   | Irlande du Nord                                            | 3-0                                                        | Élim. Euro 2004                                            |                                                            |
| 15                                                         | 20 novembre 2002                                           | Grenade                                                    | Bulgarie                                                   | 1-0                                                        | A                                                          | 45e                                                        |
| 16                                                         | 12 février 2003                                            | Palma de Majorque                                          | Allemagne                                                  | 3-1                                                        | A                                                          |                                                            |
| 17                                                         | 7 juin 2003                                                | Saragosse                                                  | Grèce                                                      | 0-1                                                        | Élim. Euro 2004                                            |                                                            |
| 18                                                         | 11 juin 2003                                               | Belfast                                                    | Irlande du Nord                                            | 0-0                                                        | Élim. Euro 2004                                            |                                                            |
| 19                                                         | 6 septembre 2003                                           | Guimarães                                                  | Portugal                                                   | 3-0                                                        | A                                                          | 45e                                                        |
| 20                                                         | 10 septembre 2003                                          | Elche                                                      | Ukraine                                                    | 2-1                                                        | Élim. Euro 2004                                            |                                                            |
| 21                                                         | 11 octobre 2003                                            | Erevan                                                     | Arménie                                                    | 4-0                                                        | Élim. Euro 2004                                            |                                                            |
| 22                                                         | 15 novembre 2003                                           | Valence                                                    | Norvège                                                    | 2-1                                                        | Élim. Euro 2004 - barrage aller                            |                                                            |
| 23                                                         | 19 novembre 2003                                           | Oslo                                                       | Norvège                                                    | 3-0                                                        | Élim. Euro 2004 - barrage retour                           |                                                            |
| 24                                                         | 18 février 2004                                            | Barcelone                                                  | Pérou                                                      | 2-1                                                        | A                                                          |                                                            |
| 25                                                         | 5 juin 2004                                                | Getafe                                                     | Andorre                                                    | 4-0                                                        | A                                                          | 45e                                                        |
| 26                                                         | 12 juin 2004                                               | Faro-Loulé                                                 | Suède                                                      | 1-0                                                        | Euro 2004 - 1er tour                                       |                                                            |
| 27                                                         | 16 juin 2004                                               | Porto                                                      | Grèce                                                      | 1-1                                                        | Euro 2004 - 1er tour                                       |                                                            |
| 28                                                         | 20 juin 2004                                               | Lisbonne                                                   | Portugal                                                   | 0-1                                                        | Euro 2004 - 1er tour                                       | 74e                                                        |
| 29                                                         | 18 août 2004                                               | Las Palmas de Gran Canaria                                 | Venezuela                                                  | 3-2                                                        | A                                                          |                                                            |
| 30                                                         | 3 septembre 2004                                           | Valence                                                    | Écosse                                                     | 1-1                                                        | A                                                          |                                                            |
| 31                                                         | 8 septembre 2004                                           | Zenica                                                     | Bosnie-Herzégovine                                         | 1-1                                                        | Elim. Mondial 2006                                         |                                                            |
| 32                                                         | 9 octobre 2004                                             | Santander                                                  | Belgique                                                   | 2-0                                                        | Elim. Mondial 2006                                         |                                                            |
| 33                                                         | 13 octobre 2004                                            | Vilnius                                                    | Lituanie                                                   | 0-0                                                        | Elim. Mondial 2006                                         |                                                            |
| 34                                                         | 9 février 2005                                             | Almería                                                    | Saint-Marin                                                | 5-0                                                        | Elim. Mondial 2006                                         |                                                            |
| 35                                                         | 26 mars 2005                                               | Salamanque                                                 | Chine                                                      | 3-0                                                        | A                                                          | 45e                                                        |
| 36                                                         | 30 mars 2005                                               | Belgrade                                                   | Serbie-et-Monténégro                                       | 0-0                                                        | Elim. Mondial 2006                                         | 45e                                                        |
| 37                                                         | 4 juin 2005                                                | Valence                                                    | Lituanie                                                   | 1-0                                                        | Elim. Mondial 2006                                         | 50e                                                        |
| 38                                                         | 8 juin 2005                                                | Valence                                                    | Bosnie-Herzégovine                                         | 1-1                                                        | Elim. Mondial 2006                                         | 8e                                                         |
| 39                                                         | 17 août 2005                                               | Gijón                                                      | Uruguay                                                    | 2-0                                                        | A                                                          |                                                            |
| 40                                                         | 7 septembre 2005                                           | Madrid                                                     | Serbie-et-Monténégro                                       | 1-1                                                        | Elim. Mondial 2006                                         |                                                            |
| 41                                                         | 8 octobre 2005                                             | Bruxelles                                                  | Belgique                                                   | 2-0                                                        | Elim. Mondial 2006                                         |                                                            |
| 42                                                         | 12 novembre 2005                                           | Madrid                                                     | Slovaquie                                                  | 5-1                                                        | Elim. Mondial 2006 - barrage aller                         |                                                            |
| 43                                                         | 16 novembre 2005                                           | Bratislava                                                 | Slovaquie                                                  | 1-1                                                        | Elim. Mondial 2006 - barrage retour                        |                                                            |
| 44                                                         | 1er mars 2006                                              | Valladolid                                                 | Côte d'Ivoire                                              | 3-2                                                        | A                                                          | 45e                                                        |
| 45                                                         | 27 mai 2006                                                | Albacete                                                   | Russie                                                     | 0-0                                                        | A                                                          |                                                            |
| 46                                                         | 3 juin 2006                                                | Elche                                                      | Égypte                                                     | 2-0                                                        | A                                                          |                                                            |
| 47                                                         | 7 juin 2006                                                | Genève                                                     | Croatie                                                    | 2-1                                                        | A                                                          |                                                            |
| 48                                                         | 14 juin 2006                                               | Leipzig                                                    | Ukraine                                                    | 4-0                                                        | Coupe du monde de 2006 - 1er tour                          |                                                            |
| 49                                                         | 19 juin 2006                                               | Stuttgart                                                  | Tunisie                                                    | 3-1                                                        | Coupe du monde de 2006 - 1er tour                          | 29e                                                        |
| 50                                                         | 27 juin 2006                                               | Hanovre                                                    | France                                                     | 1-3                                                        | Coupe du monde de 2006 - 8e de finale                      | 82e                                                        |
| 51                                                         | 2 septembre 2006                                           | Badajoz                                                    | Liechtenstein                                              | 4-0                                                        | Élim. Euro 2008                                            |                                                            |
| 52                                                         | 6 septembre 2006                                           | Belfast                                                    | Irlande du Nord                                            | 2-3                                                        | Élim. Euro 2008                                            | 70e                                                        |
| 53                                                         | 7 octobre 2006                                             | Stockholm                                                  | Suède                                                      | 0-2                                                        | Élim. Euro 2008                                            | 42e                                                        |
| 54                                                         | 7 février 2007                                             | Manchester                                                 | Angleterre                                                 | 1-0                                                        | A                                                          | 45e                                                        |
| 55                                                         | 28 mars 2007                                               | Palma de Majorque                                          | Islande                                                    | 1-0                                                        | Élim. Euro 2008                                            |                                                            |
| 56                                                         | 2 juin 2007                                                | Riga                                                       | Lettonie                                                   | 2-0                                                        | Élim. Euro 2008                                            |                                                            |
| 57                                                         | 17 octobre 2007                                            | Helsinki                                                   | Finlande                                                   | 0-0                                                        | A                                                          | - 45e                                                      |
| 58                                                         | 17 novembre 2007                                           | Madrid                                                     | Suède                                                      | 3-0                                                        | Élim. Euro 2008                                            | 87e                                                        |
| 59                                                         | 26 mars 2008                                               | Elche                                                      | Italie                                                     | 1-0                                                        | A                                                          | 17e                                                        |
| 60                                                         | 31 mai 2008                                                | Huelva                                                     | Pérou                                                      | 2-1                                                        | A                                                          |                                                            |
| 61                                                         | 4 juin 2008                                                | Santander                                                  | États-Unis                                                 | 1-0                                                        | A                                                          |                                                            |
| 62                                                         | 10 juin 2008                                               | Innsbruck                                                  | Russie                                                     | 4-1                                                        | Euro 2008 - 1er tour                                       |                                                            |
| 63                                                         | 14 juin 2008                                               | Innsbruck                                                  | Suède                                                      | 2-1                                                        | Euro 2008 - 1er tour                                       | 23e                                                        |
| 64                                                         | 22 juin 2008                                               | Vienne                                                     | Italie                                                     | 0-0 (tab 4-2)                                              | Euro 2008 - Quart                                          |                                                            |
| 65                                                         | 26 juin 2008                                               | Vienne                                                     | Russie                                                     | 3-0                                                        | Euro 2008 - Demi                                           |                                                            |
| 66                                                         | 29 juin 2008                                               | Vienne                                                     | Allemagne                                                  | 1-0                                                        | Euro 2008 - Finale                                         |                                                            |
| 67                                                         | 20 août 2008                                               | Copenhague                                                 | Danemark                                                   | 3-0                                                        | A                                                          |                                                            |
| 68                                                         | 6 septembre 2008                                           | Murcie                                                     | Bosnie-Herzégovine                                         | 1-0                                                        | Élim. Mondial 2010                                         |                                                            |
| 69                                                         | 10 septembre 2008                                          | Albacete                                                   | Arménie                                                    | 4-0                                                        | Élim. Mondial 2010                                         |                                                            |
| 70                                                         | 11 octobre 2008                                            | Tallinn                                                    | Estonie                                                    | 3-0                                                        | Élim. Mondial 2010                                         | But inscrit                                                |
| 71                                                         | 15 octobre 2008                                            | Bruxelles                                                  | Belgique                                                   | 2-1                                                        | Élim. Mondial 2010                                         | 67e                                                        |
| 72                                                         | 19 novembre 2008                                           | Vila-real                                                  | Chili                                                      | 3-0                                                        | A                                                          | 45e                                                        |
| 73                                                         | 9 juin 2009                                                | Bakou                                                      | Azerbaïdjan                                                | 6-0                                                        | A                                                          | 71e                                                        |
| 74                                                         | 14 juin 2009                                               | Rustenburg                                                 | Nouvelle-Zélande                                           | 5-0                                                        | Coupe des confédérations 2009                              |                                                            |
| 75                                                         | 20 juin 2009                                               | Bloemfontein                                               | Afrique du Sud                                             | 2-0                                                        | Coupe des confédérations 2009                              | Capitaine                                                  |
| 76                                                         | 24 juin 2009                                               | Bloemfontein                                               | États-Unis                                                 | 0-2                                                        | Coupe des confédérations 2009                              |                                                            |
| 77                                                         | 12 août 2009                                               | Skopje                                                     | Macédoine du Nord                                          | 3-2                                                        | A                                                          | Capitaine                                                  |
| 78                                                         | 5 septembre 2009                                           | La Corogne                                                 | Belgique                                                   | 5-0                                                        | Élim. Mondial 2010                                         | 76e                                                        |
| 79                                                         | 10 octobre 2009                                            | Erevan                                                     | Arménie                                                    | 2-1                                                        | Élim. Mondial 2010                                         | 65e                                                        |
| 80                                                         | 14 novembre 2009                                           | Madrid                                                     | Argentine                                                  | 2-1                                                        | A                                                          | 45e                                                        |
| 81                                                         | 3 mars 2010                                                | Saint-Denis                                                | France                                                     | 2-0                                                        | A                                                          | 45e                                                        |
| 82                                                         | 29 mai 2010                                                | Innsbruck                                                  | Arabie saoudite                                            | 3-2                                                        | A                                                          |                                                            |
| 83                                                         | 8 juin 2010                                                | Murcie                                                     | Pologne                                                    | 6-0                                                        | A                                                          | 71e                                                        |
| 84                                                         | 16 juin 2010                                               | Durban                                                     | Suisse                                                     | 0-1                                                        | Coupe du monde 2010 - 1er tour                             |                                                            |
| 85                                                         | 21 juin 2010                                               | Johannesbourg                                              | Honduras                                                   | 2-0                                                        | Coupe du monde 2010 - 1er tour                             |                                                            |
| 86                                                         | 25 juin 2010                                               | Pretoria                                                   | Chili                                                      | 2-1                                                        | Coupe du monde 2010 - 1er tour                             |                                                            |
| 87                                                         | 29 juin 2010                                               | Le Cap                                                     | Portugal                                                   | 1-0                                                        | Coupe du monde 2010 - Huitième                             |                                                            |
| 88                                                         | 3 juillet 2010                                             | Johannesbourg                                              | Paraguay                                                   | 1-0                                                        | Coupe du monde 2010 - Quart                                | 84e                                                        |
| 89                                                         | 7 juillet 2010                                             | Durban                                                     | Allemagne                                                  | 1-0                                                        | Coupe du monde 2010 - Demi                                 | But inscrit                                                |
| 90                                                         | 11 juillet 2010                                            | Johannesbourg                                              | Pays-Bas                                                   | 1-0                                                        | Coupe du monde 2010 - Finale                               | 16e                                                        |
| 91                                                         | 11 octobre 2010                                            | Mexico                                                     | Mexique                                                    | 1-1                                                        | A                                                          | 45e - 45e                                                  |
| 92                                                         | 8 octobre 2010                                             | Salamanque                                                 | Lituanie                                                   | 3-1                                                        | Élim. Euro 2012                                            |                                                            |
| 93                                                         | 12 octobre 2010                                            | Glasgow                                                    | Écosse                                                     | 3-2                                                        | Élim. Euro 2012                                            |                                                            |
| 94                                                         | 17 novembre 2010                                           | Lisbonne                                                   | Portugal                                                   | 0-4                                                        | A                                                          | 72e                                                        |
| 95                                                         | 7 octobre 2011                                             | Prague                                                     | Tchéquie                                                   | 2-0                                                        | Élim. Euro 2012                                            | 45e                                                        |
| 96                                                         | 11 octobre 2011                                            | Alicante                                                   | Écosse                                                     | 3-1                                                        | Élim. Euro 2012                                            | 45e                                                        |
| 97                                                         | 12 novembre 2011                                           | Londres                                                    | Angleterre                                                 | 0-1                                                        | A                                                          | 75e                                                        |
| 98                                                         | 15 novembre 2011                                           | San José                                                   | Costa Rica                                                 | 2-2                                                        | A                                                          | 90e                                                        |
| 99                                                         | 29 février 2012                                            | Malaga                                                     | Venezuela                                                  | 5-0                                                        | A                                                          | 61e                                                        |
| 100                                                        | 6 février 2013                                             | Doha                                                       | Uruguay                                                    | 3-1                                                        | A                                                          | Capitaine                                                  |

| # | Sélection | Date            | Lieu                          | Adversaire      | Score | Résultats | Compétitions                            |
| - | --------- | --------------- | ----------------------------- | --------------- | ----- | --------- | --------------------------------------- |
| 1 | 8         | 17 avril 2002   | Windsor Park, Belfast         | Irlande du Nord | 0-4   | 0-5       | Match amical                            |
| 2 | 70        | 11 octobre 2008 | A. Le Coq Arena, Tallinn      | Estonie         | 0-3   | 0-3       | Éliminatoires de la Coupe du monde 2010 |
| 3 | 89        | 7 juillet 2010  | Moses Mabhida Stadium, Durban | Allemagne       | 0-1   | 0-1       | Coupe du monde 2010 (demi-finale)       |

## Palmarès
Puyol évolue entre 1999 et 2014 au sein de l'effectif du FC Barcelone avec lequel il remporte cinq championnats d'Espagne et trois Ligues des Champions.
Le 29 juin 2008, Puyol remporte le Championnat d'Europe des Nations avec l'Espagne. En 2009, Carles Puyol remporte avec Barcelone un sextuplé inédit dans l'histoire du football : Ligue des champions, championnat d'Espagne, Coupe du Roi, Supercoupe d'Europe, Supercoupe d'Espagne et Coupe du monde des clubs. Le 11 juillet 2010, il remporte la Coupe du monde en Afrique du Sud, en inscrivant notamment un but décisif en demi-finale face à l'Allemagne.

### Avec l'Espagne
- Coupe du monde (1)
  - Vainqueur : 2010

- Championnat d'Europe (1)
  - Vainqueur : 2008

- Jeux olympiques
  -  Argent : Sydney 2000

- Coupe des confédérations
  - Troisième : 2009

### Avec le FC Barcelone
- Ligue des Champions (3)
  - Vainqueur : 2006, 2009 et 2011

- Championnat d'Espagne (6)
  - Champion : 2005, 2006, 2009, 2010, 2011 et 2013
  - Vice-champion : 2000, 2004, 2007 et 2012

- Coupe d'Espagne (2)
  - Vainqueur : 2009 et 2012
  - Finaliste : 2011

- Coupe du monde des clubs (2)
  - Vainqueur : 2009 et 2011
  - Finaliste : 2006

- Supercoupe de l'UEFA (2)
  - Vainqueur : 2009 et 2011
  - Finaliste : 2006

- Supercoupe d'Espagne (6)
  - Vainqueur : 2005, 2006, 2009, 2010, 2011 et 2013

### Distinctions personnelles
Au terme de la saison 2000-2001, Carles Puyol est élu révélation de l'année au Prix Don Balón, récompense de prestige décernée annuellement par l'hebdomadaire espagnol du même nom. Il s'agit de la première reconnaissance individuelle pour Puyol.
En 2006, il est élu meilleur défenseur de l'année UEFA aux UEFA Club Football Awards, le second espagnol à réaliser cela après Fernando Hierro huit ans plus tôt. Il fait aussi partie de l'équipe de l'année UEFA en 2002 et 2005. Puyol fait aussi trois apparitions (2007, 2008, 2010) au FIFA/FIFPro World XI, sélection annuelle des meilleurs joueurs de football désignée par les 50 000 footballeusr professionnels membres du syndicat de la FIFPro.
Il est aussi élu cinq fois dans l'équipe type de l'année UEFA par les internautes, en 2002, 2005, 2006, 2009 et 2010. Puyol est le premier joueur de l'histoire à effectuer six apparition en tout dans cette sélection.
À la suite de la victoire à l'Euro 2008, Puyol fait partie de l'équipe-type de la compétition. Il en est de même lors de la Coupe du monde 2010, année durant laquelle il est élu sportif catalan de l'année 2010
Au Ballon d'or, récompense attribuée au meilleur joueur de football de l'année, Puyol termine 17e en 2006 et 10e en 2010.
Puyol est aussi reconnu pour sa longévité. Il est le second joueur ayant disputé le plus de matchs sous le maillot du Barça derrière son ami Xavi. Avec 120 rencontres, il fait aussi partie des dix joueurs ayant le plus joué en Ligue des champions de l'UEFA.

## Vie privée
Il est membre honoraire de la fondation Altarriba, une association espagnole pour la protection des animaux.
Il a eu une relation avec le mannequin espagnol Malena Costa Sjögren qui a duré de juillet 2010 à octobre 2011.
Selon Thubten Wangchen, Puyol s'intéresse à la culture tibétaine et au bouddhisme après sa lecture du Livre tibétain de la vie et de la mort de Sogyal Rinpoché, qui l'a aidé à faire face au décès d'un membre de sa famille. Il porte un tatouage sur le bras gauche qui signifie « Le pouvoir est dans l'esprit. Les forts restent ».
En 2012, Carles Puyol se met en couple avec le mannequin espagnol Vanessa Lorenzo. Le couple a deux filles : Manuela (née le 24 janvier 2014) et Maria (née le 2 janvier 2016).

### Engagement politique
À de nombreuses occasions, le joueur s'est positionné en défense du catalan et a apporté son soutien à la tenue du referendum d'autodétermination catalan en 2017.